# Sicut Judaeis
Sicut Judaeis (latim: "Como os judeus") foram bulas papais que estabeleceram a posição oficial do papado em relação ao tratamento de judeus. A primeira bula com esse nome foi emitida por volta de 1123 pelo Papa Calisto II e serviu como uma carta papal de proteção aos judeus, e foi motivado por ataques a judeus pela Primeira Cruzada (1096–1099), durante a qual milhares de judeus foram massacrados na Europa. A bula proibia os cristãos, sob pena de excomunhão, de forçar os judeus a se converter, de prejudicá-los, de tomar suas propriedades, de perturbar a  celebração de seus festivais , e de interferir em seus cemitérios.
Após novos ataques, outras bulas de muitos papas reafirmaram a doutrina, incluindo  Alexandre III, Celestino III (1191-1198),  Inocêncio III (1199) , Honório III (1216), Gregório IX (1235), Inocêncio IV (1246),  Alexandre IV (1255), Urbano IV (1262), Gregório X (1272 e 1274),  Nicolau III, Martinho IV (1281), Honório IV (1285-1287),  Nicolau IV (1288-92), Clemente VI (1348), Urbano V (1365), Bonifácio IX (1389),  Martinho V  (1422) e  Nicolau V (1447).

## Atitude da Igreja em relação ao tratamento dos judeus
A atitude declarada da Igreja contra os maus tratos aos judeus remonta à Igreja primitiva. Por volta de 400, Santo Agostinho, uma das figuras mais influentes e fundamentais da teologia católica, pregou que os judeus devem ser protegidos por sua capacidade de explicar o Antigo Testamento.
As palavras  sicut Judaeis  ("Como os judeus") foram usadas pela primeira vez por Papa Gregório I (590-604) em uma carta endereçada ao Bispo de Nápoles. Por volta de 598, em reação aos ataques antijudaicos por cristãos em Palermo, o Papa Gregório trouxe os ensinamentos de Agostinho para o Direito Romano. Ele publicou uma bula que se tornou o fundamento da doutrina católica em relação aos judeus e especificou que, embora os judeus não tivessem aceitado a salvação por meio de Cristo, foram, portanto, condenados por Deus até o momento em que aceitassem a salvação, os cristãos tinham o dever de proteger os judeus como uma parte importante da  civilização cristã.  O Papa enfatizou que os judeus tinham o direito de "desfrutar de sua liberdade legal."  A bula disse que os judeus devem ser tratados com igualdade e justiça, que seus direitos de propriedade devem ser protegidos e que eles devem manter seus próprios festivais e práticas religiosas. 
Em 1065, Papa Alexandre II escreveu a Béranger,  Visconde de Narbonne, e a Guifred, bispo da cidade, elogiando-os por terem impedido o massacre de judeus em seu distrito e lembrando-lhes que Deus não aprova o derramamento de sangue. Também em 1065, Alexandre advertiu Landulf VI de Benevento "que a conversão dos judeus não deve ser obtida pela força". 
Apesar da posição expressa no  Sicut Judaeis , a Igreja impôs restrições aos judeus. Por exemplo, o Quarto Concílio de Latrão em 1215 decretou que os judeus fossem diferenciados dos outros por seu tipo de roupa para evitar relações sexuais entre judeus e cristãos. Os judeus às vezes eram obrigados a usar um emblema amarelo ou um  chapéu pontudo.
A imposição de impostos exorbitantes sobre os judeus foi generalizada, e a prática de expulsão de judeus, geralmente após privá-los de suas propriedades por meio de impostos, também foi generalizada . Por exemplo, em 1229, o rei Henrique III da Inglaterra forçou os judeus a pagar metade do valor de suas propriedades em impostos, o que foi seguido por mais impostos e, em seguida, pela expulsão dos judeus da Inglaterra em 1290. Os judeus também foram expulsos da França, Espanha e Portugal.

## Extratos das bulas

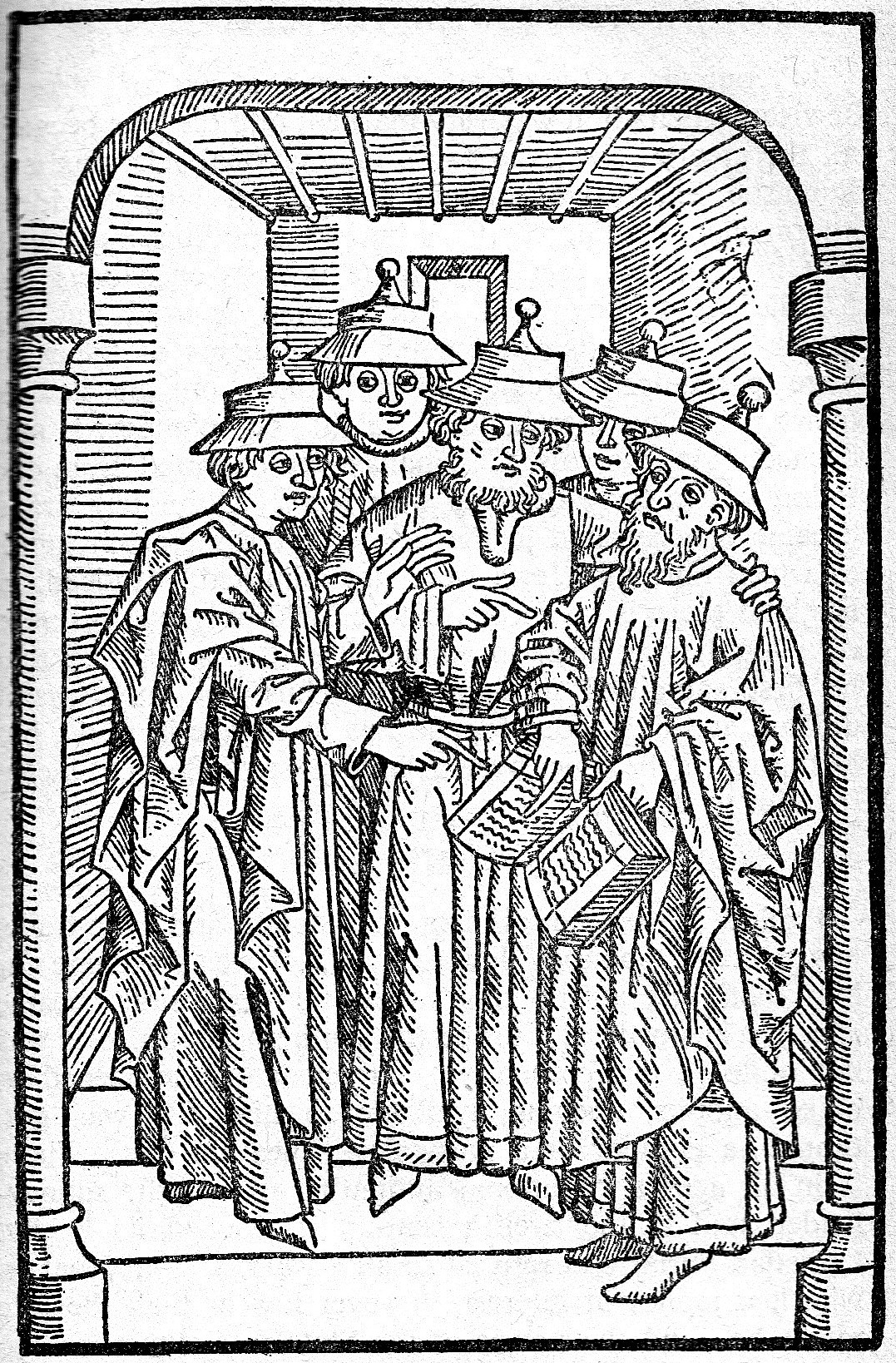
Judeus estudando em uma sinagoga, c.1483

Papa Alexandre III (1159-1181) é o autor da versão mais antiga existente da bula. Seguem trechos de uma tradução do touro:
"[Os judeus] não devem sofrer nenhum preconceito. Nós, pela mansidão da piedade cristã, e, seguindo as pegadas de Nossos predecessores de feliz memória, os Romanos Pontífices Calixto, Eugênio, Alexandre, Clemente, admitimos sua petição, e nós lhes concedemos o broquel de Nossa proteção.
Fazemos, pois, a lei que nenhum cristão os obrigue, relutante ou recusando, pela violência vir ao Batismo. Mas, se algum deles espontaneamente, e por causa da fé, fuja para os cristãos, uma vez que sua escolha se torne evidente, que ele seja feito um cristão sem qualquer calúnia. Na verdade, não é considerado possuidor da verdadeira fé do Cristianismo aquele que é reconhecido por ter vindo ao Batismo cristão, não espontaneamente, mas a contragosto.
Também, nenhum cristão deve ousar... ferir suas pessoas, ou com violência tomar seus bens, ou mudar os bons costumes que eles tiveram até agora em qualquer região em que habitam.
Além disso, na celebração dos seus próprios festejos, ninguém os deve perturbar de modo algum, com paus ou pedras, nem se deve tentar exigir deles ou extorquir deles serviços que não lhes devem, salvo aqueles que têm acostumado desde o passado a atuar.
... Decretamos ... que ninguém deve ousar mutilar ou diminuir um cemitério judeu, nem, para obter dinheiro, exumar corpos depois de enterrados.
Se alguém, no entanto, tentar,  ir contra o teor deste decreto uma vez tendo o conhecido, ... que ele seja punido com a vingança da excomunhão, a menos que ele corrija sua ousadia fazendo uma satisfação equivalente. "